# 袁牧女
袁牧女（1957年—2014年2月22日），浙江宁波人，戲曲類影視劇導演，中国电视剧制作中心导演，中国电视剧导演工作委员会会员。是中國著名導演袁牧之和朱世藕之長女。

## 生平
1957年生于山东青岛，祖籍浙江鄞县。於北京电影学院畢業。擅长拍摄戏曲类电视剧，代表作包括《李香兰》、《母女情》、《南唐遗事》、《长流不息》、《红剪花》、《红石榴幼儿园》、《苦菜花》、《李清照》、《闽南名流世家》、《大地之子》和《风铃小语》等。
2014年2月22日，因心源性心脏病去世，享年57岁。